# Galatasaray Spor Kulübü 2006-2007
Questa voce raccoglie le informazioni riguardanti il Galatasaray Spor Kulübü nelle competizioni ufficiali della stagione 2006-2007.

## Stagione
Il Galatasaray inizia la stagione alla guida di Eric Gerets. In campionato le rivali concittadine Fenerbahçe e Beşiktaş superano i giallorossi, che chiudono in terza posizione. In Coppa superano al primo posto il girone A, comprendente Kayserispor, Bursaspor, Karşıyaka e Kayseri Erciyesspor: quest'ultima società esclude il Galatasaray ai quarti di finale per la regola dei gol fuori casa con il punteggio di 1-1.
In Champions League i turchi approdano alla fase a gironi eliminando i cechi del Mladá Boleslav (6-3). Inseriti nel gruppo C assieme a Liverpool, PSV e Bordeaux, il Galatasaray ottiene 4 punti e un solo successo, ottenuto sulla compagine inglese per 3-2 in patria.

## Rosa
| N. |                      | Ruolo | Calciatore       |
| -- | -------------------- | ----- | ---------------- |
| 1  | Colombia (bandiera)  | P     | Faryd Mondragón  |
| 2  | Croazia (bandiera)   | D     | Stjepan Tomas    |
| 4  | Camerun (bandiera)   | D     | Rigobert Song    |
| 5  | Turchia (bandiera)   | D     | Orhan Ak         |
| 7  | Turchia (bandiera)   | C     | Okan Buruk       |
| 9  | Turchia (bandiera)   | A     | Hakan Şükür      |
| 10 | Turchia (bandiera)   | A     | Necati Ateş      |
| 11 | Turchia (bandiera)   | C     | Hasan Şaş        |
| 12 | Turchia (bandiera)   | P     | Aykut Erçetin    |
| 14 | Turchia (bandiera)   | C     | Mehmet Topal     |
| 16 | Argentina (bandiera) | C     | Marcelo Carrusca |
| 17 | Turchia (bandiera)   | P     | Fevzi Elmas      |
| 18 | Turchia (bandiera)   | C     | Ayhan Akman      |
| 19 | Turchia (bandiera)   | D     | Cihan Haspolatlı |
| 21 | Turchia (bandiera)   | D     | Emre Aşık        |

| N. |                     | Ruolo | Calciatore      |  |
| -- | ------------------- | ----- | --------------- |  |
| 22 | Serbia (bandiera)   | C     | Saša Ilić       |  |
| 23 | Giappone (bandiera) | C     | Junichi Inamoto |  |
| 24 | Turchia (bandiera)  | C     | Mehmet Güven    |  |
| 25 | Turchia (bandiera)  | D     | Ferhat Öztorun  |  |
| 26 | Turchia (bandiera)  | C     | Aydin Yılmaz    |  |
| 28 | Turchia (bandiera)  | A     | Tolga Seyhan    |  |
| 33 | Turchia (bandiera)  | C     | Uğur Uçar       |  |
| 55 | Turchia (bandiera)  | D     | Sabri Sarıoğlu  |  |
| 58 | Turchia (bandiera)  | A     | Hasan Kabze     |  |
| 66 | Turchia (bandiera)  | C     | Arda Turan      |  |
| 67 | Turchia (bandiera)  | C     | Ergün Penbe     |  |
| 99 | Turchia (bandiera)  | A     | Ümit Karan      |  |
|    | Turchia (bandiera)  | D     | Cihan Can       |  |
|    | Turchia (bandiera)  | D     | Anil Karaer     |  |